# Herman Bouwmeester
Hermanus (Herman) Bouwmeester (Breda, 24 maart 1926 - aldaar, 12 december 2011) was een Nederlands voetballer die uitkwam voor NAC. 

## Loopbaan
Bouwmeester, zoon van een handelaar in lompen en oude metalen, begon op jeugdige leeftijd zijn voetbalcarrière bij de Bredase vereniging Baronie. Hij stapte later over naar NAC waar hij in het negende elftal begon. In het seizoen 1945/46 maakte hij op 19-jarige leeftijd zijn debuut in het eerste elftal, nadat de voetbalcompetitie in het laatste oorlogsjaar had stilgelegen. NAC werd in zijn eerste seizoen kampioen in de Eerste klasse van het district Zuid I. In de strijd om het landstitel eindige de Bredase club als vierde.
In vijf seizoenen speelde hij 77 competitiewedstrijden waarin hij 24 doelpunten scoorde. De 'getruukte' linksbuiten, zoals hij wel werd genoemd, vormde met leeftijdgenoot Kees Rijvers een roemruchte linkervleugel in de eerste naoorlogse jaren. Door een dubbele beenbreuk kwam al op 24-jarige leeftijd een einde aan zijn voetbalcarrière op het hoogste niveau. NAC raakte in dezelfde periode Rijvers kwijt die in november 1950 een profcontract tekende bij Saint-Étienne.  
Bouwmeester voetbalde vanaf 1952 nog enkele seizoenen voor derdeklasser Hero in Breda. Deze vereniging werd in 1961 opgeheven.   
Herman Bouwmeester was de oudste van drie broers die allen bij NAC voetbalden. Na hem kwamen Karel en Frans, die het tot international bracht. De zoon van Karel, Frans Bouwmeester jr., speelde elf seizoenen in de Eredivisie. De Bouwmeesters zijn iconen van NAC Breda geworden. Een oefenveld van de voetbalclub, het 'Bouwmeesterveld', is naar hen vernoemd.
Herman Bouwmeester overleed op 85-jarige leeftijd in een verzorgingstehuis.

## Over Herman Bouwmeester
- Rinie Maas, Standbeeldje voor stadgenoten (Het Breda van weleer, deel II), hfdst. 24: 'De Bouwmeesters van de Achterom', p. 99-101. Zundert, 2003